# Lộc pín

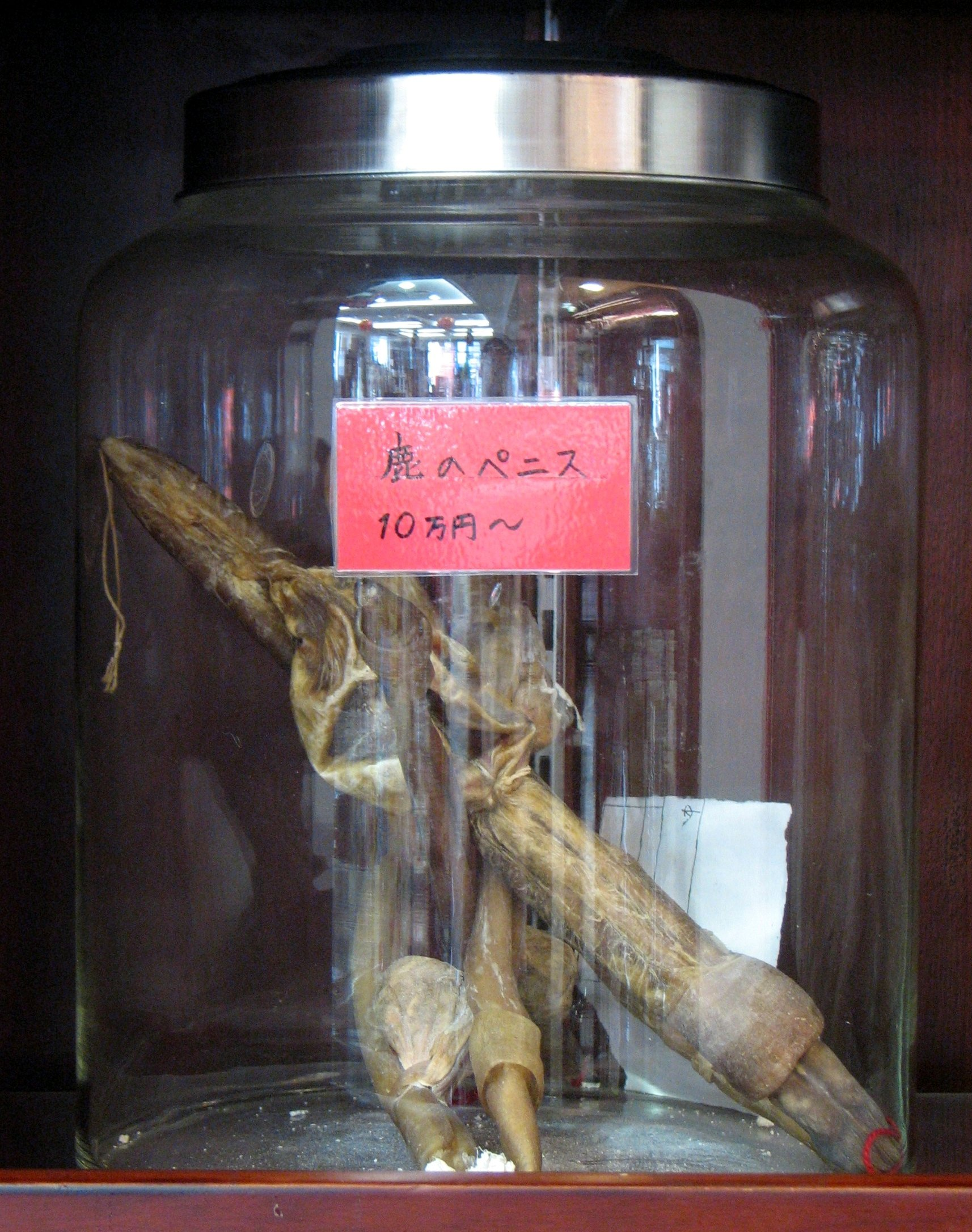
Một cây lộc pín được bày bán

Lộc pín (Chữ Hán: 鹿鞭; bính âm: lù biān) hay pín hươu hay ngẩu pín hươu là dương vật của các loài hươu nai. Trong y học Trung Hoa hay Đông y thì pín hươu cùng với các loại Ngẩu pín khác được cho là có tính năng phòng bệnh quan trọng. Đặc biệt là theo quan niệm một số người thì pín hươu còn có tác dụng rất lớn trong việc bổ thận, tráng dương, tăng cường sinh lực cho người đàn ông theo quan niệm ăn gì bổ nấy và được nhiều người săn lùng.

## Sử dụng
Về mặt sinh học, dương vật hươu thường là rất lớn, và những người săn hươu hoặc mua hươu nuôi muốn phải mua trọn bộ pín hươu làm tài sản của mình, nó phải được chiết xuất từ hươu trong khi con hươu vẫn còn sống. Thường thì sau đó pín hươu được cắt thành từng miếng nhỏ và sau đó rang và sấy khô dưới ánh mặt trời.
Pín hươu được nhiều người đàn ông ở Việt Nam sử dụng, họ tin vào lời quảng cáo của người bán, pín hươu có thể trị liệt dương, xuất tinh sớm, lưng đau gối mỏi, tay chân lạnh giá do thận dương hư. Tại Nam Cảng, Đài Loan, những báo cáo cho biết nhiều người phụ nữ thường tiêu thụ dương vật hươu trong khi mang thai vì nó được cho là có tác dụng vỗ béo và làm cho người mẹ và thai nhi khỏe mạnh hơn. Người Maya cũng được biết đến như những người đã trích xuất dương vật của con hươu và sử dụng chúng từ lâu trong lịch sử. Ông tổ ngành y là Hippocrates đã từng có khuyến cáo rằng tiêu thụ dương vật của hươu là để giải quyết trục trặc về chuyện tình dục.
Trong Thế vận hội mùa hè năm 2008 tại Trung Quốc, Quốc gia này phải ra lệnh cấm trong cả nước việc tiêu thụ lộc pín, huyết rùa, và thuốc gốc bạch từ chế độ ăn của vận động viên. Điều này là do theo y học cổ truyền Trung Quốc, lộc pín đặc biệt là nếu ăn trong khi ngâm trong rượu (rượu lộc pín) là một phương thuốc trị hiệu quả cho việc chấn thương thể thao nhưng các quan chức Olympic Trung Quốc khuyến cáo các vận động viên quốc gia không nên trị liệu theo những biện pháp chữa chạy truyền thống vì nó có thể chứa một số chất bị cấm trong thể thao như ephedrine có trong thảo dược kích thích. Nó sản xuất ra steroid và các chất kích thích trong danh sách các chất bị cấm bởi Ủy ban IOC. Khi tiêu thụ một phần lộc pín hoặc pín hổ cũng được cho là tăng cường tráng dương, và được cho là gia tăng một phần của việc kích thích tình dục.

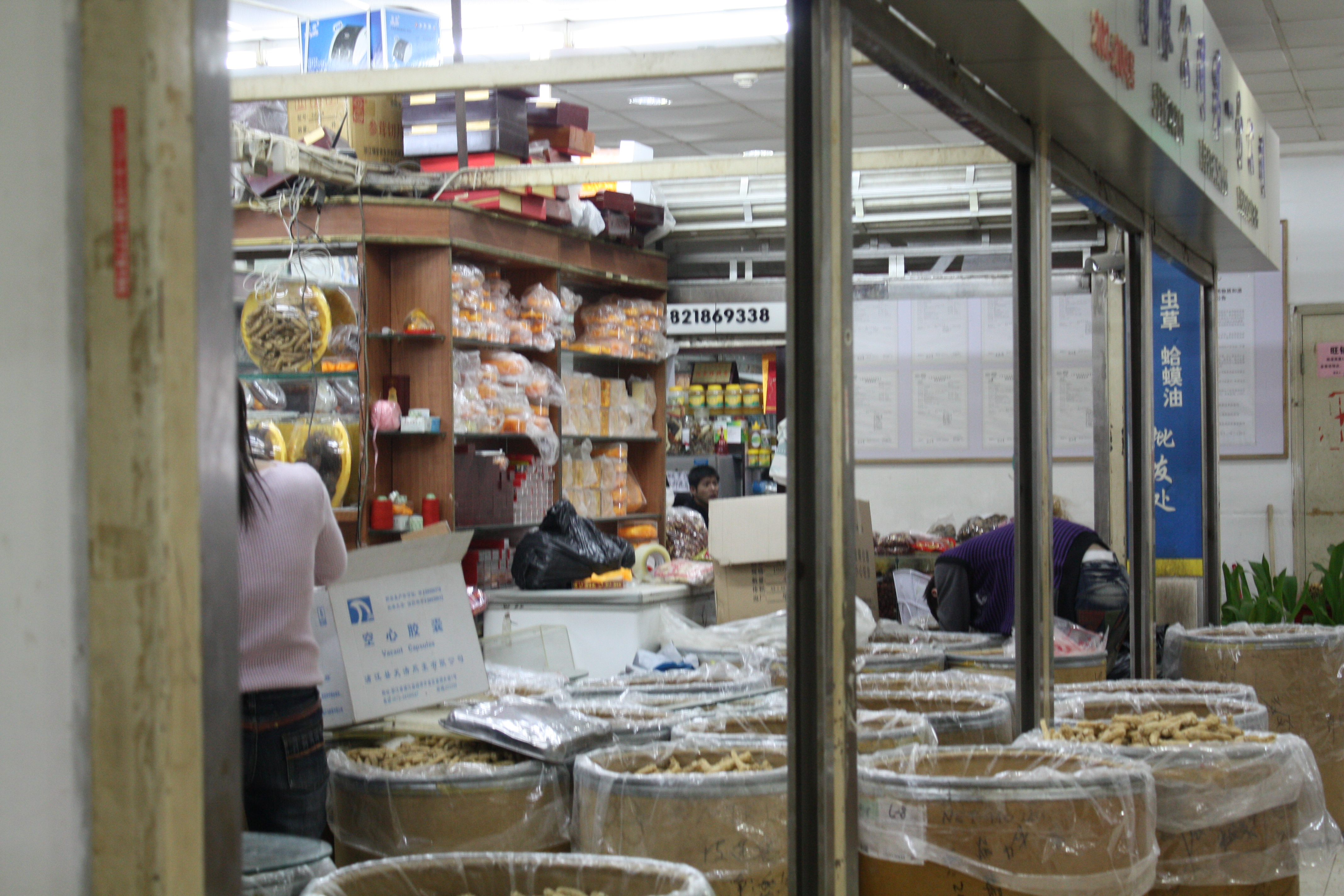
Một cửa hàng tại Thượng Hải bày bán lộc pín và các sản phẩm khác

Như máu của rùa và các món ngẫu pín, lộc pín là một trong những "món ngon" (đặc sản) phục vụ trong những cửa hàng có tên tuổi tại Đài Bắc. Nó cũng được phục vụ tại Trung Hoa lục địa trong các nhà hàng sang trọng như như Guo Li Zhuang. Rượu lộc pín có thể được bán ở mức 12 USD cho một chén và thường cao nhất là 450 USD cho một chai hai lít. [9] Nhung hươu ngâm rượu, được gọi là Lộc nhung tửu (Lurongjiu) cũng được cho là tăng cường khả năng tình dục ở nam giới và có một hiệu ứng ấm lên làm nóng người, giúp đỡ người bị bệnh khớp. Pín hươu hay pín rùa hoặc ngẫu pín bò (Ngưu pín) đã được tiêu thụ tại các nhà hàng và được biết đến ở Singapore được dọn lên như là một món ăn súp.
Để chữa chữa xuất tinh sớm, liệt dương ở Việt Nam người ta còn dùng món ăn bổ thận, tráng dương gồm ngẩu pín hươu, chó hầm câu kỷ tử trong đó Ngẩu pín hươu 50g, ngẩu pín chó 100g, câu kỷ tử, hạt tơ hồng đều 20g, thịt gà 500g, hành, mỡ, gia vị, gừng, rượu sau đó, ngẩu pín ngâm nước nóng cho nở, rửa sạch, cắt miếng nhỏ, đun qua ngẩu pín hươu và chó cho bớt mùi hôi rồi cho thịt gà, các gia vị khác vào, đổ nước, hầm khoảng 30 phút công dụng của món ăn này là bổ thận, tráng dương, những người xuất tinh sớm, liệt dương nên dùng.

## Văn hóa đại chúng
Lộc pín được đề cập đến trong điện ảnh vào năm 1996 qua diễn xuất của diễn viên Steven Seagal phim The Glimmer Man, trong cảnh Seagal và Keenan Wayans đột nhập một cửa hàng thảo dược Trung Quốc. Pín hươu cũng được đề cập trong một tập phim năm 2009 của bộ Văn phòng "Double Date" khi nhân vật Dwight sửa lại nhận xét của Michael gọi về kích thích tình dục: "Bạn đang nghĩ đến việc pín hươu"-Dwight trả lời. Trong mùa giải thứ 1 tập 5 của The League, Ruxin và Taco đi đến khu phố Tàu để mua ba loại rượi pín (rượu tam pín) liên quan đến việc truyền miệng của lộc pín, dương vật chó, ngẫu pín và rắn. Tuy nhiên thực sự rượu tam pín có một sự hợp nhất một pín con chó và lộc pín. Lộc pín cũng được đề cập trong: The Elder Scrolls IV: Oblivion, khi nói chuyện với một NPC tên Weebam-Na. Anh sẽ bình luận về việc mở gần đây của một nhà hàng phục vụ lộc pín cùng với những thú ẩm thực kỳ lạ khác.

## Ecco il tuo Animale Totem
Il tuo animale Totem è il Cervo.
Come lui, sei il simbolo di eterna giovinezza e lunga vita. Ti caratterizzano l'impazienza, l'infedeltà, la pigrizia, l'ipersensibilità, un umore instabile, la chiacchiera, lo spirito vivo, l'intelligenza. Devi imparare a controllare il tuo lato estroverso e un po' superficiale, evitare di rincorrere due cose alla volta se vuoi raggiungere il massimo delle tue capacità!